# Hotter Than Hell
《Hotter Than Hell》은 1974년 10월 22일, 카사블랑카 레코드에 의해 발매된 미국의 하드 록 밴드 키스의 두 번째 스튜디오 음반이다. 1977년 6월 23일 50만 장을 선적하여 골드 인증을 받았다. 그 음반은 1997년에 리마스터드 버전으로 재발매되었다. 그것은 히트 싱글의 혜택 없이 빌보드 200 차트에서 100위로 정점을 찍었다. 이 음반의 많은 곡들은 〈Parasite〉, 〈Hotter Than Hell〉, 〈Let Me Go〉, 〈Rock 'n' Roll〉, 〈Watchin' You〉를 포함한 밴드의 라이브 스테이플이다.

## 배경
그 밴드의 첫 음반을 프로듀싱했던 케니 커너와 리치 와이즈의 제작진이 후속 음반으로 다시 선택되었다. 두 사람은 로스엔젤레스로 막 이주했고 키스는 녹음 작업을 시작하기 위해 서부 해안으로 트레킹을 떠났는데, 첫 번째 녹음은 그들의 고향인 뉴욕주 밖에서 한 것이었다. 뉴욕에서 온 그 밴드 멤버들은 즉시 그들의 새로운 환경에 대한 혐오를 갖게 되었다. 폴 스탠리는 로스앤젤레스에 온 첫날 기타를 도난당했다. 이 음반의 작업 제목은 《The Harder They Come》이었다.
비록 음반에는 두 곡의 작곡과 리드 기타리스트 에이스 프레일리가 공동 작곡한 한 곡이 수록되었지만, 그는 그들 중 어느 곡에서도 노래를 부르지 않았다. 그 당시 그의 가창력에 대한 자신감이 부족했던 프레일리는 리드 보컬 임무를 밴드의 다른 멤버들에게 위임했고, 〈Parasite〉와 〈Strange Ways〉는 진 시몬스와 피터 크리스에게 돌아갔다. 〈Strange Ways〉에서 프레일리의 기타 솔로는 그의 최고 중 하나로 언급되어 왔다.
그 음반은 인상적인 표지로 잘 알려져 있다. 앞면에는 일본 만화의 영향을 받은 삽화가, 뒷면 커버에는 노먼 시프가 거친 파티에서 찍은 개별 밴드 사진과 네 명의 밴드 멤버 모두의 메이크업 디자인을 합성한 그림이 실려 있었다.

## 평가
| 전문가 평가     | 전문가 평가 |
| 평가 점수       | 평가 점수   |
| 출처            | 점수        |
| --------------- | ----------- |
| AllMusic        | [ 5 ]       |
| Vista Records   | [ 6 ]       |
| Rolling Stone   | [ 7 ]       |
| Blender         | [ 8 ]       |
| Metal Nightfall | [ 9 ]       |
| Pitchfork       | (5.3/10)    |

키스가 1974년에 유지한 강렬한 투어 일정에도 불구하고, 《Hotter Than Hell》은 밴드의 첫 음반을 능가하는 데 실패했고 훨씬 더 나쁜 성적을 거두었다. 이것은 부분적으로 카사블랑카의 워너 브라더스 레코드와의 배급 계약이 끝났다는 사실 때문이었다. 이 음반에 대한 홍보력은 데뷔 음반만큼 강하지 않았다. 한 가지 주목할 만한 예외는 음반을 홍보하기 위해 방영된 텔레비전 광고였다. 이 음반에서 발매된 유일한 싱글인 〈Let Me Go, Rock 'n' Roll〉은 낮은 수치로 배포되어 차트에 오르지 못했다. 음반이 발매된 지 4개월 후, 키스는 투어를 중단했고 후속 음반을 녹음하기 위해 스튜디오로 다시 호출되었다. 《Hotter Than Hell》은 1977년 6월 23일에 골드 인증을 받았다.

## 곡 목록
| #  | 제목                         | 작사·작곡             | 리드 보컬 | 재생 시간 |
| -- | ---------------------------- | --------------------- | --------- | --------- |
| 1. | 〈Got to Choose〉            | 폴 스탠리             | 스탠리    | 3:54      |
| 2. | 〈Parasite〉                 | 에이스 프레일리       | 진 시몬스 | 3:01      |
| 3. | 〈Goin' Blind〉              | 시몬스, 스티븐 코로넬 | 시몬스    | 3:36      |
| 4. | 〈Hotter Than Hell〉         | 스탠리                | 스탠리    | 3:31      |
| 5. | 〈Let Me Go, Rock 'n' Roll〉 | 시몬스, 스탠리        | 시몬스    | 2:14      |

| #   | 제목             | 작사·작곡        | 리드 보컬   | 재생 시간 |
| --- | ---------------- | ---------------- | ----------- | --------- |
| 6.  | 〈All the Way〉  | 시몬스           | 시몬스      | 3:18      |
| 7.  | 〈Watchin' You〉 | 시몬스           | 시몬스      | 3:43      |
| 8.  | 〈Mainline〉     | 스탠리           | 피터 크리스 | 3:50      |
| 9.  | 〈Comin' Home〉  | 프레일리, 스탠리 | 스탠리      | 2:37      |
| 10. | 〈Strange Ways〉 | 프레일리         | 크리스      | 3:18      |

## 인증
| 국가                       | 인증 | 판매량/출하량 |
| -------------------------- | ---- | ------------- |
| 미국 (RIAA)                | 골드 | 500,000^      |
| ^출하량을 기반으로 한 인증 |      |               |